# Émeutes à Los Angeles
Pour plus de détails, voir Fiche technique et Distribution.
Émeutes à Los Angeles (Riot) est un  téléfilm américain réalisé par Richard Di Lello et David C. Johnson , diffusé en 1997.

## Synopsis
Les émeutes sanglantes qui ont ravagé Los Angeles en 1992, après l'acquittement des policiers qui avaient passé à tabac un jeune Noir, Rodney King.
Quatre perspectives sur ces émeutes raciales. Dans 'Gold Mountain', un propriétaire d'épicerie orientale souffre le martyre lorsque son commerce est dévasté par les émeutiers. Dans 'Caught in the Fever', trois jeunes hispaniques sont surpris dans le feu de la violence. Dans 'Empty', un policier blanc montre plus de sympathie que ses collègues pour la cause des Noirs. Enfin, dans 'Homecoming Day', une famille noire ayant beaucoup souffert des précédentes révoltes de 1965 à Watts parle de ce qu'il est essentiel de garder en mémoire

## Fiche technique
- Titre original : Riot
- Titre français : Émeutes à Los Angeles
- Réalisateur : Richard Di Lello, David C. Johnson, Alex Munoz, Galen Yuen
- Année de production : 1997
- Durée : 120 minutes
- Format : 1,33:1, couleur
- Son : stéréo
- Dates de premières diffusions :
  -  États-Unis : 27 avril 1997 sur Showtime
  -  France : 27 octobre 2006 sur W9
- Interdit aux moins de 12 ans

## Distribution
- Luke Perry : Boomer
- Dante Basco : Jeff Lee
- Mario Van Peebles : Turner
- Melvin Van Peebles : Vernon
- Lucy Liu: Tiffany